# Zone humide de Kota Kinabalu
La Zone humide de Kota Kinabalu est une aire protégée de 0,24 km2 près de Kota Kinabalu dans l'État de Sabah en Malaisie. Elle est constituée des restes de la forêt de mangrove qui existait auparavant le long de la région côtière de Kota Kinabalu. Anciennement connu sous le nom des marais de Likas, de la Mangrove de Likas, ou par la suite du Sanctuaire de oiseaux de la ville de Kota Kinabalu, le centre est la plus importante des vingt zones humides sélectionnées par le Comité d'inventaire des zones humides de Sabah en 1986.
Le centre est un important refuge et un lieu d'alimentation pour de nombreuses espèces d'oiseaux sédentaires, ainsi que pour plusieurs espèces d'oiseaux migrateurs d'Asie du Nord. De plus, c'est un terreau pour la vie marine protégée par le Département des pêches de Sabah.
En plus de fournir un abri et de la nourriture aux espèces sauvages sédentaires et migratrices, les zones humides empêchent l'accumulation se sel dans les réserves d'eau douce environnantes, stabilisant la sédimentation, stockant les nutriments et éliminant les toxines.

## Faune
Des oiseaux du monde entier, y compris des visiteurs hivernaux non reproducteurs, sont généralement observés dans le sanctuaire, en particulier pendant la saison migratoire des oiseaux asiatiques, de septembre à avril.

### Visiteurs communs
- Aigrette garzette
- Bihoreau gris
- Blongios cannelle
- Chevalier gambette
- Chevalier stagnatile
- Gallinule poule-d'eau
- Guifette leucoptère
- Héron strié
- Râle à poitrine blanche

### Oiseaux sédentaires
- Bulbul goiavier
- Copsychus
- Héron pourpré
- Hirondelle de Tahiti
- Martin huppé
- Martin-chasseur à collier blanc
- Prinia à ventre jaune
- Tourterelle tigrine
- Treron

### Visiteurs rares
- Bihoreau cannelle
- Marabout chevelu

### Autres animaux
- Enhydris
- Méduse
- Oecophylla
- Oxudercinae
- Rhopalocères
- Thalassinidea
- Uca
- Varanus